# 岩本山
岩本山（いわもとやま）は、静岡県富士市岩本にある標高193mの山。山頂に岩本山公園が存在する。

## 概要

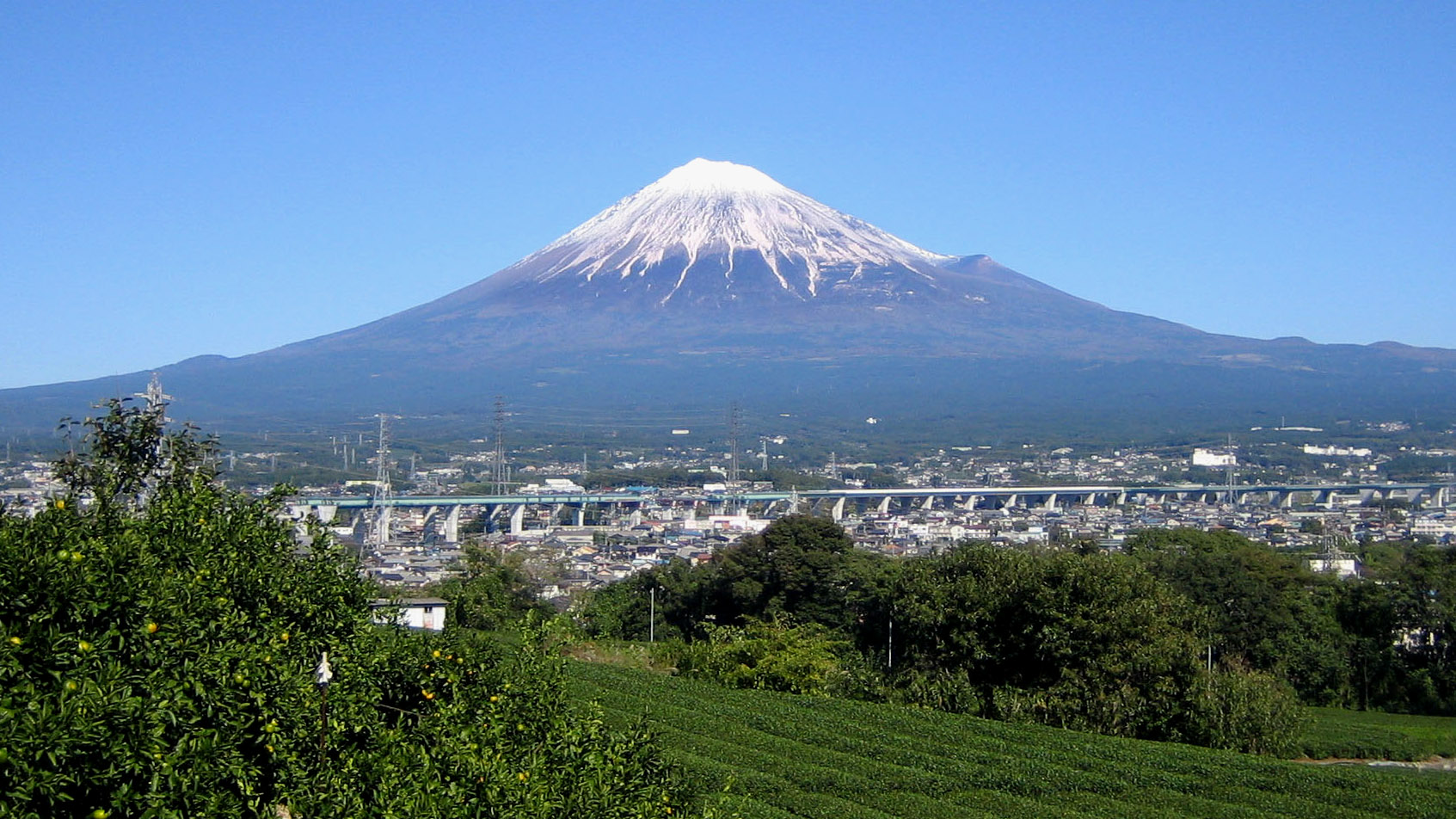
岩本山からの富士山

富士市の西側、岩松地区に位置し、山頂は岩本山公園として整備されている。公園の他、実相寺、ゴルフ練習場、射撃場、老人養護施設なども存在する。
山の東・南側斜面の多くは茶畑や、温州みかんなどの果樹園として利用されている。富士川と面する西斜面は岩肌であり、手付かずの自然が残る。東側には岩本山団地などの居住エリアがあり、北側は富士宮市の明星山と接する。
山腹では富士山が裾野まで見える場所が多く、茶畑を前景にした富士山の撮影ポイントとしても知られている。4月上旬には山肌のいたるところで桜が咲き、山全体がほんのり桜色に染まる。

## 岩本山公園
山頂には、10個のエリアからなる13.2ヘクタールの岩本山公園が整備されており、休日には多くの方の憩いの場として人気がある。梅園としても有名である。また多くの桜も咲くことから、近年は富士市では梅から桜のまでの期間を積極的にPRしている。

### 公園内エリア
芝生広場
岩本山公園のメイン広場。
自由広場
ミニサッカーやキャッチボールなどアウトドア・スポーツ用の土の広場。
梅園
成木14種179本、苗木30種210本、合計389本もの紅白梅が開花する。2月から3月までと鑑賞期間が長くなるよう配慮されている。また梅園脇の道には、10,000株以上のアザサイが栽培されている。
市町村の森
静岡県下の市町村が「市の木」「町の木」に指定している樹木が集められている。
シャクナゲの森
日本産の在来種5種500本のシャクナゲが点在している。
野生ツツジの森
野生種37種2,200本のツツジが集められ、3月から5月にかけて咲く。
山桜の森
山桜や大島桜などの在来種が混在している。
自然教育の森
山野に自生する花や果実、紅葉の美しい樹木を中心に約80種1,000本が集められている。
から池
公園の雨水の調整池。枯山水風になっている。
バードサンクチュアリ
富士川から公園を飛来する野鳥の保護を観察をかねて野鳥の聖域とし他区域と分けている。約30種の野鳥を見ることが出来る。

### 施設など
パノラマ展望台
岩本山最頂部にある展望台で、富士山から南アルプス、駿河湾まで360度のパノラマが楽しめる。ただし、駐車場付近の展望スポットに比べると、木々が若干視界を遮ってしまう。
張り出しデッキ
視界にさえぎるものが少なく、北から東、南方向へ、富士山から、愛鷹連峰、沼津市街・伊豆半島・富士市街・駿河湾・富士川が一望できる。夜景にも優れ、張出しデッキにはカップルなどが集まる人気のスポットとなっている。
2014年度に、より長く、また左に張り出すように改修工事を実施。北側の木も伐採し、いままで見られなかった富士山が見られるようになった。なお工事にともない。カップルが永遠の愛を誓い取り付けた「南京錠」は全て撤去された。（以前から何回か撤去されている）
ちびっこ展望台
張り出しデッキより南側、やや下がったところにある展望台。こちらも視界を遮るものが少なく、張り出しデッキ同様に展望が利く。
岩本山公園整備以前から存在した古い展望台であったが老朽化の為滑り台は長らく使用禁止になっていた。2013年3月の展望台建て直しに伴い滑り台もチューブ状の物に変わったほか、伝声管、三目並べのパネル、ベンチ付きテーブルなどが追加された。
かぐや岩本山カフェ
張出しデッキ同様の駿河湾一望の景色を景色を眺めながら飲食ができるカフェ。営業時間は9時から17時。木曜日定休日。 当初「ラ・テラス」という名で経営していたレストランがあり、本格洋食やスイーツなどを楽しめたが2012年7月22日に閉店。2014年に別オーナーにより価格帯を下げ再開された「富士山森のキッチン」も2017年4月16日に閉店。2018年3月13日に別オーナーにより昼間だけのカフェレストランとして再開。  なお、ここの外壁には富士市によってライブカメラが設置されており、富士市街の様子をリアルタイムで富士市ホームページで見られたが、現在は行っていない。
上田五千石・句集『田園』石碑
岩本山公園内 芝生広場 西北部、静岡県立富士高等学校 第4回生 有志、1993年11月設置。

### 四季折々の花

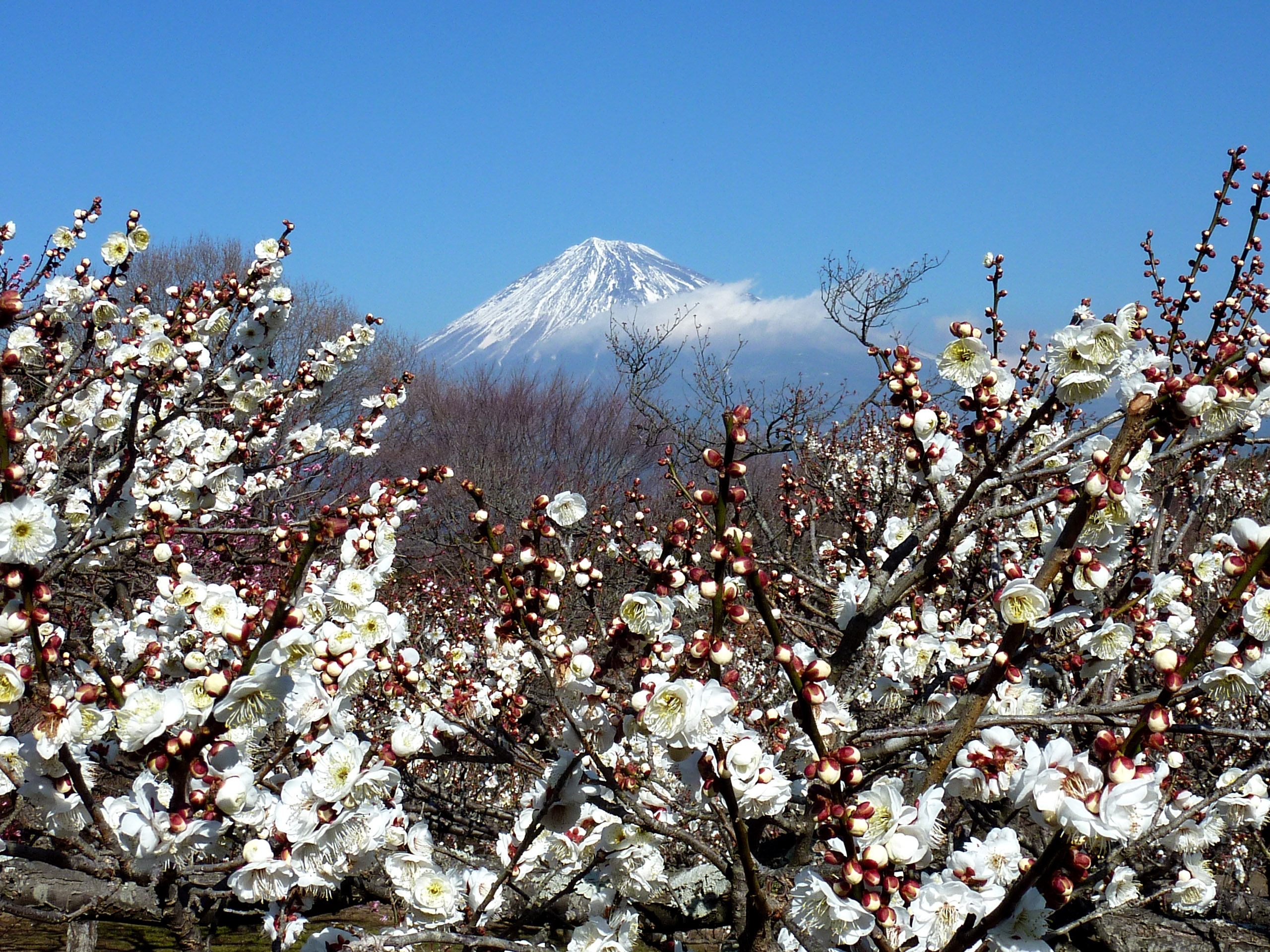
岩本山公園の梅園から望む富士山

園内には数多くの木々や花植えられており、1年を通して四季折々の花や紅葉が楽しめる。また「富士山と梅」、「富士山と桜」の絶好の撮影ポイントとしても知られている。

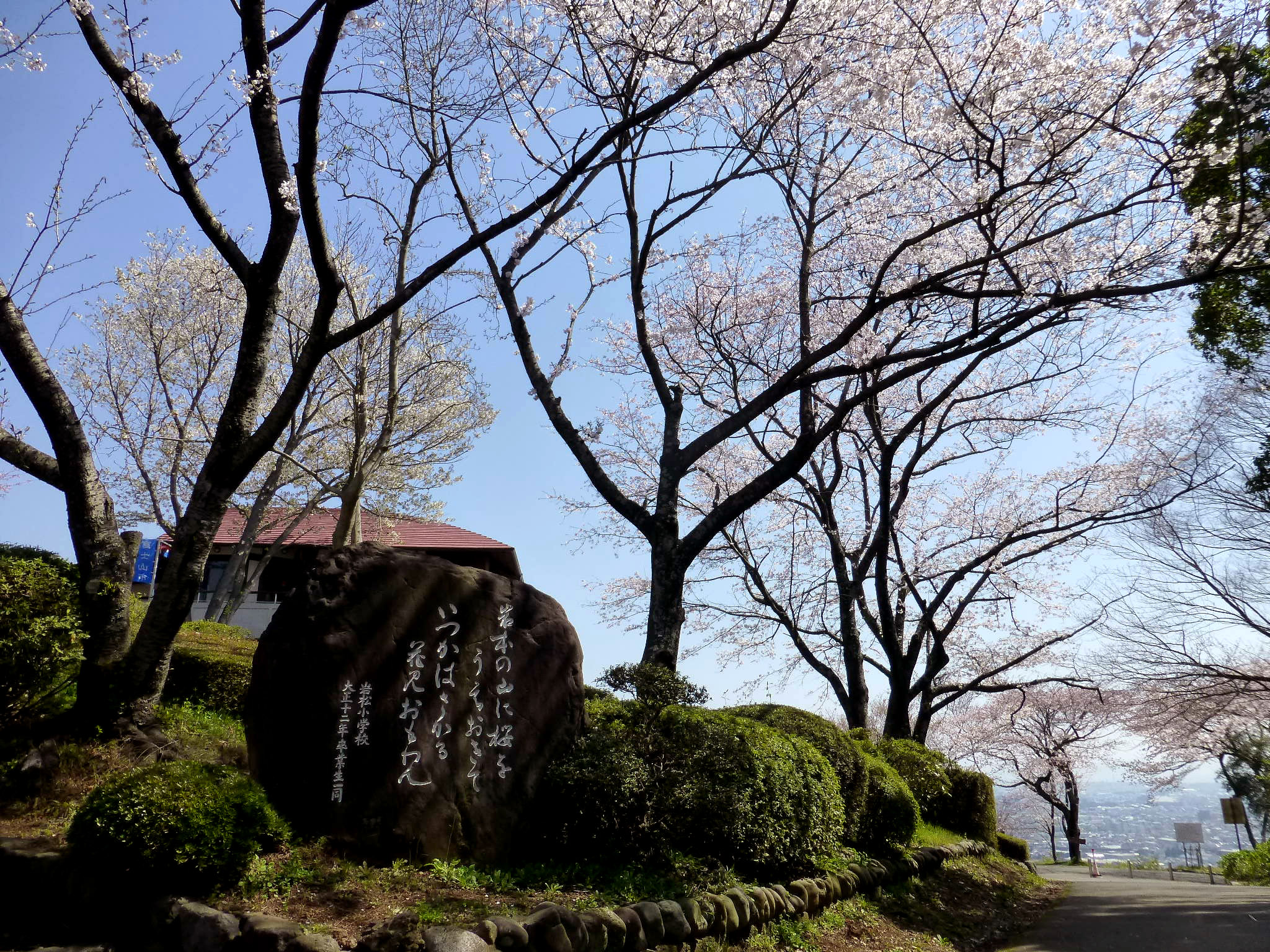
桜植樹記念碑

- ツツジ（1月～5月上旬）
- 梅（2月～3月上旬）
- 桃（3月中旬～4月上旬）
- 桜（3月下旬～4月上旬）
- 薔薇（5月、10月）
- シャクナゲ（5月中旬～6月中旬）
- アジサイ（5月下旬～7月上旬）
- 紅葉（11月上旬～12月上旬）
- ロウバイ（12月下旬～2月下旬）

## 岩本山の桜
岩本山公園に咲く桜は、1923年(大正12年)に地元の富士市立岩松小学校の卒業生が、将来桜が咲く山になることを願って植樹したものであり、その記念石碑が残されている。植樹から約一世紀(100年)が経ち、当時の生徒が望んだ光景が現実のものになり、多くの人が桜を楽しむ山になることができた。

## 実相寺
麓にある日蓮宗本山の寺院。登山道が寺の参道になっている。

## 登山ルート
麓の実相寺から、参道を登ること約20分程度。目安として8合目付近に同寺院の鐘付堂がある。

## 産廃不法投棄問題
岩本山公園へ通ずる道沿の砂利採取跡地に、大量の医療産業廃棄物が不法投棄され問題となっている。富士市では生活水道として富士山の雪解け水を市内各地でくみ上げ供給しているが、岩本山付近も例外でなく、人体への影響を懸念されている。

## アクセス
- バス
  - 富士市岩松北地区コミュニティバス「こうめ」岩本山公園停留所から徒歩約5分。（日祝日・お盆休み・年末年始は運休。）
- 自動車等（公園駐車場約300台）
  - 東名高速道路「富士川SIC」から約15分
  - 東名高速道路「富士IC」から約20分